# Riesenslalom

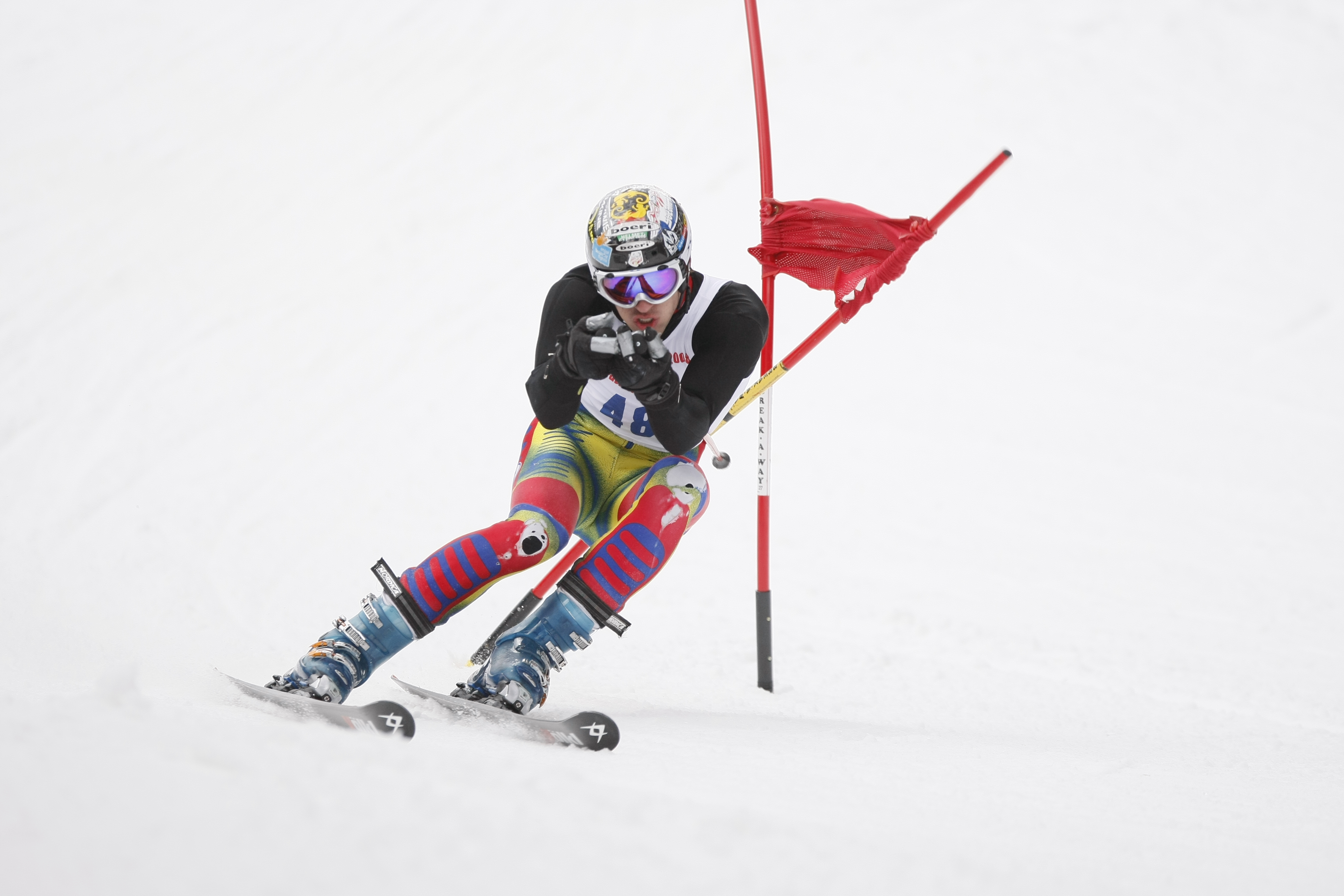
Riesenslalomfahrer an einem Tor

Der Riesenslalom (in Österreich meist als Riesentorlauf, RTL, bezeichnet) ist eine Disziplin im alpinen Skisport und im Grasskilauf. Die zu umfahrenden Tore sind so gesetzt, dass ständig Richtungswechsel erfolgen. Im Gegensatz zum Slalom ist allerdings noch ein flüssiger, gleitender Rhythmus möglich. Ein Wettkampf besteht aus zwei Läufen, deren Zeiten addiert werden. Der Riesenslalom ist unter den professionellen Disziplinen diejenige, die dem üblichen Freizeit- und breitensportlichen Skifahren am ähnlichsten ist.

## Unterschiede zwischen Slalom und Riesenslalom
Riesenslalomfahrer sind schneller unterwegs als Slalomfahrer, weil ein Riesenslalom-Kurs weniger Tore aufweist, die in einem größeren Abstand zueinander stehen als im Slalom. Dies erfordert bedeutend weniger Schwünge, wodurch die Rennläufer mehr beschleunigen können. Allerdings ist die Strecke länger als bei Slaloms, so dass die Bestzeiten eines Durchgangs bei 80 Sekunden liegen. Riesenslalom-Tore bestehen aus einer Doppel-Stange, die durch einen breiten Kunststoffstreifen miteinander verbunden sind, während Slalomtore nur aus einzelnen gleichfarbigen Stangen (blau oder rot) bestehen. Das erste und das letzte Tor sowie Kombinationen müssen mit einem sogenannten Außentor in gleicher Farbe gekennzeichnet werden.
Im Slalom sind die Schwünge deutlich kürzer, wodurch die Rennläufer in einer engeren und direkten Linie unterwegs sind. Die Rennläufer kommen dadurch viel näher an die Stangen heran, weshalb sie diese mit den Händen wegschlagen müssen, um den Schwerpunkt möglichst nahe an der Falllinie zu halten. Im Gegensatz dazu ist die Linie im Riesenslalom weniger direkt, und die Tore stehen bedeutend weiter auseinander. Dadurch kommen die Fahrer weniger mit den Toren in Berührung und stoßen diese bei Bedarf mit der inneren Schulter weg anstatt mit der Hand.
Während Slaloms schon seit je her in zwei Durchgängen gefahren wurden, ist dies beim Riesenslalom grundsätzlich erst ab den Weltmeisterschaften 1966 bzw. dem Weltcupstart im Januar 1967 (Herren) und ab der Rennsaison 1977/78 (Damen) der Fall; zudem wurden sowohl im Weltcup als auch bei den Weltmeisterschaften und Olympischen Spielen in der Anfangszeit dieser Neuregelung (Riesentorläufe mit zwei Durchgängen, damit praktisch nur auf Herrenrennen zutreffend) größtenteils diese beiden Durchgänge an zwei aufeinanderfolgenden Tagen ausgetragen. Der erste Riesenslalom aber, der derart absolviert wurde und als von den Franzosen angeregtes Experiment galt, war jener am 28./29. Januar 1966 in Megève. Es gab dabei einen Dreifacherfolg für Frankreich mit Jean-Claude Killy als Sieger. Diese Neuregelung mit zwei Durchgängen war derart gewöhnungsbedürftig, dass sogar die Printmedien für die Klassements Überschriften wie „Erstes Rennen“, „Zweites Rennen“ und „Gesamt-Klassement“ verwendeten, wobei ob des Umstandes, dass die Läufe ohnehin an zwei Tagen stattfanden (damit auch vom ersten Lauf ein größerer Bericht zu lesen war), diese Wortwahl eher verständlich war. – Es gab bei den Damen allerdings im Weltcup, schon vor der allgemeinen Einführung mit 2 Durchgängen, drei Bewerbe mit 2 Durchgängen: 27./28. Januar 1967 in Saint-Gervais-les-Bains, 7. Januar 1972 in Maribor und 22. Januar 1972 erneut in Saint-Gervais-les-Bains. Demgegenüber wurde der Herren-Riesenslalom am 19. März 1967 in Vail in nur einem Durchgang gefahren.
Identisch für Slalom und Riesentorlauf ist die Startreihenfolge, wobei allerdings hinsichtlich jener im zweiten Durchgang erst ab Beginn der Saison 1971/72 die so genannte Bibbo-Regel (benannt nach deren „Erfinder“, dem Schweden Bibbo Nordenskjöld), angewendet wurde, welche auch aktuell (mit einigen Abänderungen) gültig ist. Zuvor gab es Startgruppen von 1 bis 15, von 16 bis 30, von 31 bis 45 etc. – und im zweiten Durchgang starteten die Akteure in ihrer Gruppe in umgekehrter Reihenfolge (also nun von 15 bis 1, von 30 bis 16 etc. – soweit ein Akteur nicht durch Sturz, sonstigen Aufgabegrund oder bereits erfolgte Disqualifikation bereits ausgeschieden war). Erst mit dem damaligen Riesenslalom von Val d’Isère (9. Dezember 1971, Sieg für den Norweger Erik Håker) wurde erstmals der zweite Durchgang nach Maßgabe der Platzierung aus dem ersten Lauf abgewickelt.
In weiterer Folge kam es für mehrere Rennsaisonen zu einer „Super-Bibbo-Regel“ (die ersten Fünf aus dem ersten Durchgang starteten in umgekehrter Reihenfolge vorweg, danach die weiteren ab Rang 6 in der Reihenfolge ihrer Platzierung aus dem ersten Lauf). In der zweiten Hälfte der 1980er-Jahre wurde die aktuell geltende zusätzliche Beschränkung der Starterzahl im zweiten Durchgang eingeführt, wonach hierfür nur mehr die ersten Dreißig des ersten Laufes startberechtigt sind. Die Athleten oder Athletinnen starten dann in inverser Reihenfolge des Erstlaufresultats (der Laufzeitbeste also als Dreißigster bzw. Letzter).

## Alpiner Skisport

### Ski und Tore
Die für Riesenslaloms verwendeten Ski sind länger und steifer als Slalomski. Die Tore sind so gebaut, dass sie sich bei einer Berührung durch den Fahrer flexibel biegen. Sie sind auch weniger fest im Schnee verankert als Slalomtore. Dadurch bieten sie weniger Widerstand, wenn ein Rennläufer in sie hineinfährt, und werden von diesem mitgerissen; dadurch wird das Verletzungsrisiko minimiert.
Um die Sicherheit zu erhöhen, setzte der Weltverband FIS für die Saison 2007/08 den minimalen Radius der Taillierung für Riesenslalom-Ski auf 27 m (Männer) und 23 m (Frauen) fest. Zum ersten Mal überhaupt wurden Mindestlängen für Ski eingeführt, 185 cm für Männer und 180 cm für Frauen. Die besten Skifahrer nutzten jedoch weniger Taillierung, Ted Ligety z. B. 29 m und Lindsey Vonn 27 m. Für die Saison 2012/13 erhöhte die FIS den Radius der Taillierung auf 35 m und die Mindestlänge auf 195 cm für die Herren und auf 30 m Radius und eine Mindestlänge von 188 cm für Damen. Viele Athleten kritisierten diese Entscheidung. Oft wird hierbei David Dodge zitiert. Dodge vertritt die Ansicht, dass die von der FIS verwendeten Studien für die neue Regelung kein wissenschaftlicher Beweis seien. Er gibt auch an, dass man einen Ski mit 35 m Taillierungsradius nur um 7° mehr neigen muss, um denselben Kurvenradius zu fahren wie mit einem Ski mit 28 m Taillierungsradius. Das führt jedoch dazu, dass das Knie innerhalb der Linie Skikante – Schwerpunkt zu liegen kommt, was das Verletzungsrisiko erhöht. Er gibt an, dass seit den 1990er-Jahren die Verletzungen im Kniebereich zurückgehen.
Zur Saison 2017/18 wurde bei den Herren der Radius auf 30 m und die Mindestlänge auf 193 cm verringert.
Im Weltcup beträgt die Höhendifferenz eines Riesenslalom-Laufs bei den Herren mindestens 250 und höchstens 450 Meter; bei den Damen mindestens 250 und höchstens 400 Meter. Die Tore haben eine Breite von mindestens vier Metern und höchstens acht Metern aufzuweisen. Der Abstand zwischen den näheren Stangen von zwei aufeinanderfolgenden Toren darf nicht weniger als zehn Meter betragen.

### Startnummernauslosung
Im Ski-Weltcup, an den Ski-WM und an den Olympischen Spielen wird die World Cup Start List zur Bestimmung der Riesenslalom-Startliste verwendet.

### Startreihenfolge im zweiten Durchgang
Im Weltcup starten im zweiten Lauf, bei dem nur die 30 Schnellsten des ersten Laufs zugelassen sind, die Rennläufer in umgekehrter Reihenfolge des Zwischenergebnisses, das heißt, der schnellste Läufer des ersten Laufes startet im zweiten Lauf als Letzter, wodurch die Spannung erhöht wird.

### Geschichte
1905 organisierte Mathias Zdarsky in Lilienfeld unter der Bezeichnung Wettfahren einen Torlauf, dessen Kurs einem modernen Riesenslalom ähnelte. Die Tore wurden Fahrmale genannt, neben Schnelligkeit wurde auch sturzfreies Fahren gewertet. Unabhängig davon legte der Brite Arnold Lunn in den 1920er-Jahren die Regeln für Abfahrt und Slalom fest.
Die FIS führte den Riesenslalom erst 1950 bei den Weltmeisterschaften in Aspen als vierte Disziplin neben Abfahrt, Slalom und Kombination ein. Die ersten Goldmedaillengewinner waren Dagmar Rom und Zeno Colò. Die erfolgreichsten Teilnehmer an Titelkämpfen sind Deborah Compagnoni mit je zwei Olympiasiegen und Weltmeistertiteln, Alberto Tomba mit zwei Olympiasiegen und einem Weltmeistertitel sowie Ted Ligety mit einem Olympiasieg und drei Weltmeistertiteln.
Seit der Einführung des Weltcups ist der Riesenslalom fixer Bestandteil dieser Rennserie. Traditionelle Veranstaltungsorte von Weltcup-Riesenslaloms sind Adelboden mit dem Chuenisbärgli, Alta Badia mit der Piste Gran Risa, Kranjska Gora mit dem Vitranc-Pokal und Maribor mit dem Goldenen Fuchs. Seit 1999 werden die Weltcupsaisonen jedes Jahr Ende Oktober mit Riesenslaloms für Damen und Herren auf dem Rettenbachferner bei Sölden eröffnet. Die erfolgreichsten Athleten im Riesenslalom-Weltcup sind Vreni Schneider, die vier Mal die Disziplinenwertung und 20 Einzelrennen gewonnen hat, bzw. Ingemar Stenmark mit sieben Gesamtsiegen und 46 gewonnenen Rennen.

## Grasski
Ein Riesenslalom hat mindestens 80 m Höhendifferenz, im Weltcup und bei Weltmeisterschaften mindestens 100 m, für Damen maximal 150 m und für Herren 180 m. Die Zahl der Richtungsänderungen beträgt etwa 11 bis 15 % der Höhendifferenz, also zum Beispiel 14 Richtungsänderungen bei 100 m Höhenunterschied. Die Bestimmungen zur Kurssetzung sind von der FIS in der Internationalen Wettkampfordnung festgehalten. Für die Startreihenfolge gelten dieselben Regeln wie im Slalom.